# Gabriel Delanne
François-Marie Gabriel Delanne (Paris, França, 23 de Março de 1857 - 15 de Fevereiro de 1926) foi um engenheiro francês e um dos primeiros pesquisadores espíritas notórios. Intelectual renomado, sua pesquisa sobre a mediunidade é notória no contexto do problema mente-corpo.

## Biografia
O seu pai, Alexandre Delanne, era espírita e amigo íntimo de Allan Kardec, e a sua mãe, médium, colaborou na Codificação. Graduou-se em Engenharia.
Fundou a União Espírita Francesa, em 1882, e o jornal Le spiritisme, no mesmo ano. Ao lado do filósofo Léon Denis, foi um importante divulgador das ideias espíritas nessa época. Fez conferência por toda a Europa, inclusive na abertura do "I Congresso Espírita e Espiritualista", que ocorreu em 1890.
Compreendendo que o perispírito estava no centro dos fenômenos espíritas, procurou distinguir mediunismo de animismo. 

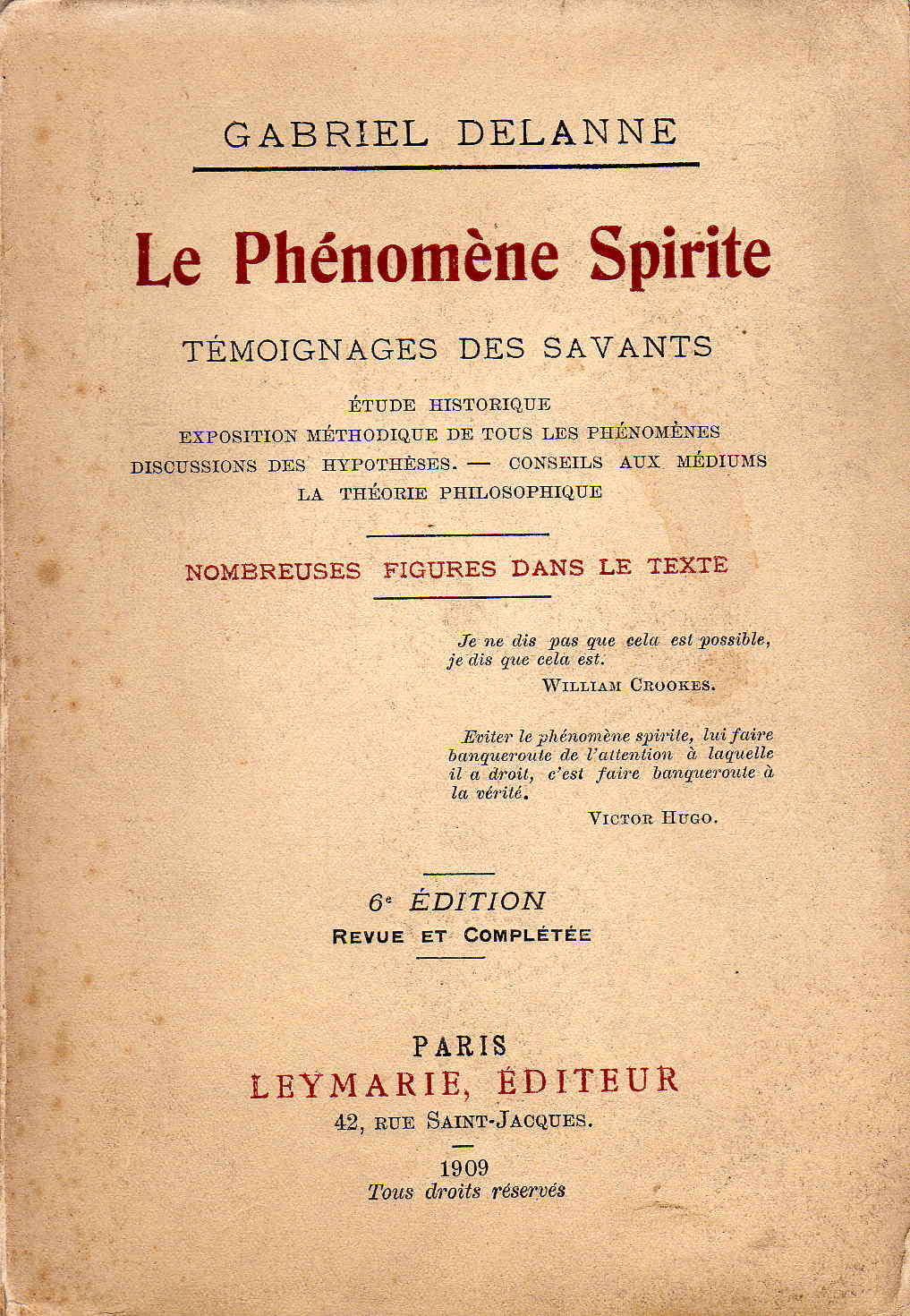
"O Fenômeno Espírita"

Auxiliou Charles Robert Richet, criador da metapsíquica, em suas pesquisas com a médium Marthe Béraud.
Em 1896 fundou a Revista Científica e Moral de Espiritismo, que por muitos anos levou a público artigos científicos e filosóficos sobre a temática espírita.
Faleceu em 1926, aos 69 anos de idade, e foi sepultado no Cemitério do Père-Lachaise.

## Obras
- Le Spiritisme devant la Science (O Espiritismo perante a Ciência). Paris: Ed. J. Meyer (B.P.S.), 1885;
- Le Phénomène Spirite (O Fenômeno Espírita). Paris: Ed. J. Meyer (B.P.S.), 1893;
- L’Évolution Animique (A Evolução Anímica). Paris: Ed. J. Meyer (B.P.S.), 1895;
- L’Âme est Immortelle (A Alma é Imortal). Paris: Ed. J. Meyer (B.P.S.), 1897;
- Recherches sur la Médiumnité (Pesquisas sobre Mediunidade). Paris: Ed. J. Meyer (B.P.S.), 1898;
- Comptu Rendu du Congrès Spirite et Spiritualiste Internacional 1900. Paris: Societé Française d'Étude des Phénomènes Psychiques, 1902;
- Les Apparitions Matérialisés des Vivants et des Mort, tome I. Paris: Librairie Spirite, 1909;
- Les Apparitions Matérialisés des Vivants et des Mort, tome II. Paris: Librairie Spirite, 1911;
- Documents pour servir à l´étude de la Réincarnation (A Reencarnação). Paris: Éditions de la B.P.S, 1927.